# 嵌合體

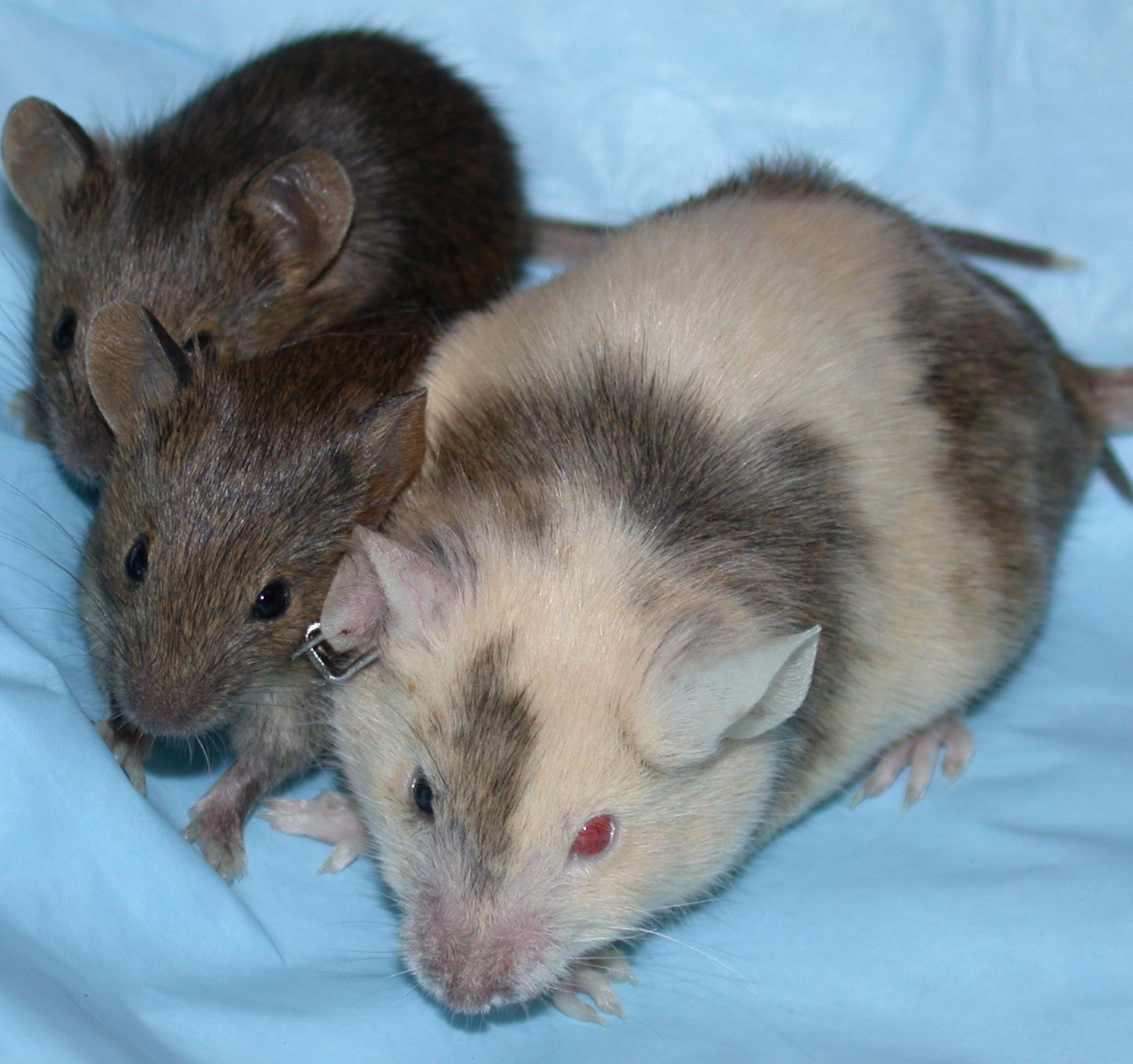
一隻嵌合体亲本生出了两隻后代；后代均携带来自胚胎干细胞的“刺鼠毛色基因”（刺鼠肽基因）

嵌合體（英語：chimera）或遗传嵌合性（genetic chimerism）又称奇美拉现象，是含有两种以上基因型的细胞（或组织）的单一生物体。其发生原因可能有：由来自不同基因型合子的胚胎嵌合而来的个体、基因突变、染色体分离异常，甚或人为移植的结果。
在自然界，動物嵌合体通常是由於兩顆或以上的受精卵嵌合在一起並成長為一個體；植物嵌合体则其不同基因型的组织可能源于同一受精卵，常只是由于一般的细胞分裂过程中发生突变造成。嵌合體在生物學上，並不罕見。

## 名稱由來
嵌合體的英文名稱Chimera，是源自希臘神話中一種獅頭、羊身、蛇尾的吐火怪喀邁拉。

## 人類嵌合體
嵌合現象亦在人類出現。根據統計，現時全球總共有30宗嵌合人的個案。對於部份特殊例子，嵌合人可能由一男一女組成；且可能同時擁有兩套性器官。另一種情況則是，嵌合人的生殖器官DNA與體器官DNA不同，他們可能會生出外甥及姪兒。

### 案例
2002年，美国籍婦女Lydia Fairchild在懷孕時離婚申請社會救濟，並向醫院申請DNA報告以証明小孩的親屬關係；結果發現小孩不是她的，DNA報告顯示她和她的小孩完全沒有血緣關係，連0.1%都沒有。她認為是醫院弄錯了，因此向醫院申請第二次DNA報告，結果和上一份相同。Fairchild因此被控誘拐別人小孩和詐騙社會福利，並被強迫與她的孩子分開；而醫院先前的出生證明則被忽視。當她要生第三個小孩時，法官這次要求見證人全程錄影，並保證她與小孩的血液樣本被立刻送往化驗。兩個星期後，報告出爐，她也不是那從她子宮生出的小孩的母親。控方感到驚訝，其中一名律師翻閱醫學文獻，發現一個類似案例，事主是52歲女子Karen Keegan。她因為需要換腎，便和兩名成年兒子接受基因檢驗，以決定誰比較適合捐腎，意外發現兩名兒子基因都與她不符，她不是他們的母親。醫生困惑了兩年後，發現她是一名人類嵌合體。
受到這個案例啟發，後來發現Fairchild也是一位人類嵌合體，她頭髮和皮膚的DNA和她子宮組織的DNA完全不同；也就是說，在她身體不同的器官有著不同組的染色體。最後使得法院撤銷了起诉。
2015年第一宗男性嵌合體使基因測試出問題的案例發表。2014年6月，美國一對不具名的夫婦通過人工受孕誕下男嬰，卻發現男嬰血型和父母不符合。他們懷疑生育診所出錯，於是做自助式基因生父鑒定，發現男子不是男嬰的生父。他們聘請律師，又找實驗室進行基因生父鑒定，也得出同一結果。他們與生育診所對質，診所稱夫婦進行人工受孕當日，在診所捐精者中，只有該男子是白人，而男嬰外表也是白人。他們找到一位遺傳學家Barry Starr，他建議他們進行祖系基因鑒定。該鑒定檢測數十萬個遺傳標記，旨在判斷家族的血緣關係，而一般的基因生父鑒定只檢測約十五個遺傳標記。測試結果發現男子是男嬰的伯叔父，因此Starr懷疑該男子是一位人類嵌合體。

### 微嵌合體
微嵌合體是指有一小部份遺傳上與宿主不同的細胞，殘留在宿主的身體內。這很可能是一種自體免疫疾病，通常見於懷過孕的婦女，又或是她的子女身上發現。不過，具體的機制到現在還是不太清楚。

## 人兽嵌合体

### 人猪嵌合体
人猪嵌合体是人类与猪产生的嵌合体。人猪嵌合体研究存在巨大的伦理争议，但科学家认为，这项工作最终有助在动物体内培育出可供移植的人类器官，从而解决移植器官来源严重不足的难题。

### 人羊嵌合体
人羊嵌合体是人类与羊产生的嵌合体，由美国斯坦福大学的科学家首次培育出。目前实验中人类细胞在人羊嵌合体中的比例只占了不到1%。但是，如果最终目标是满足人类器官移植的需求，就需要逐步提高嵌合体中人类细胞的比例，而这一过程将不可避免地引发伦理问题。

## 參看
- 三色貓
- 雙胞胎

## 延伸閱讀
- Yu N, Kruskall MS, Yunis JJ, Knoll JH, Uhl L, Alosco S, Ohashi M, Clavijo O, Husain Z, Yunis EJ, Yunis JJ, Yunis EJ. . N Engl J Med. 2002, 346 (20): 1545–52. PMID 12015394. doi:10.1056/NEJMoa013452.
- Appel, Jacob M.  "The Monster's Law", Genewatch, Volume 19, Number 2, March–April 2007.
- Nelson, J. Lee (Scientific American, February 2008). Your Cells Are My Cells （页面存档备份，存于）
- Weiss, Rick (August 14, 2003). Cloning yields human-rabbit hybrid embryo （页面存档备份，存于）. The Washington Post.
- Weiss, Rick (February 13, 2005). U.S. Denies Patent for a too-human hybrid （页面存档备份，存于）. The Washington Post.
- L. M. Repas-Humpe; A. Humpe; R. Lynen; B. Glock; E. M. Dauber; G. Simson; W. R. Mayr; M. Köhler; S. Eber. . Annals of Hematology. 1999, 78 (9): 431–434. doi:10.1007/s002770050543.
- Strain, Lisa; Dean, John C.S.; Hamilton, Mark P.R.; Bonthron, David T. . New England Journal of Medicine. 1998, 338 (3): 166–9. PMID 9428825. doi:10.1056/NEJM199801153380305.
- Jones, David Albert; MacKellar, Calum (编). . London: Continuum Books. 2012. ISBN 9781441195807.

## 外部連結
- . 明報. 2005-01-10  [2013-10-03]. （原始内容存档于2005-04-22） （中文（繁體））.
- 人类嵌合体屡见不鲜 揭秘奇怪的奇美拉现象 （页面存档备份，存于）
- 女模「吃了」雙胞胎妹妹 她罕見擁2種皮膚、2組DNA （页面存档备份，存于）
- Mosaicism and Chimerism - has a photo of a geep
- Quail-Chick Chimeras - surgical production of chimeras
- Chimerism Explained （页面存档备份，存于）
- Chimerism and cellular mosaicism （页面存档备份，存于）, Genetic Home Reference, U.S. National Library of Medicine, National Institute of Health.
- Chimera: Apical Origin, Ontogeny and Consideration in Propagation
- Plant Chimeras in Tissue Culture （页面存档备份，存于）
- Ainsworth, Claire (November 15, 2003). The Stranger Within （页面存档备份，存于）. New Scientist (subscription). (Reprinted here  （页面存档备份，存于）)